# Општина Гурбанешти (Калараш)
Гурбанешти (рум. Gurbăneşti) општина је у Румунији у округу Калараш.
Oпштина се налази на надморској висини од 24 m.